# Wiesław Wydra
Wiesław Wydra (ur. 1947 w Poznaniu) – profesor zwyczajny, emerytowany pracownik Wydziału Filologii Polskiej i Klasycznej na Uniwersytecie im. Adama Mickiewicza w Poznaniu. Do 2017 roku kierował Zakładem Nauk Pomocniczych i Edytorstwa w Instytucie Filologii Polskiej na UAM. Przez wiele lat związany z Oddziałem (obecnie Pracownią) Starych Druków w Bibliotece Uniwersyteckiej w Poznaniu. Był uczniem Henryka Kowalewicza, pod którego kierunkiem obronił doktorat poświęcony polskim dekalogom średniowiecznym. Odkrywca pełnej wersji drukowanej średniowiecznego dialogu Rozmowa Mistrza Polikarpa ze Śmiercią.

## Życiorys
Głównym przedmiotem jego zainteresowań są historia literatury i książki w średniowieczu i wczesnym okresie nowożytnym, badania nad pieśniami w późnym średniowieczu oraz edycja nieznanych lub niewydanych utworów polskich z tego okresu. Jest również znawcą inkunabułów i starych druków. Ponadto jest autorem ponad stu artykułów w czasopismach i książkach zbiorowych oraz kilku książek, w tym monografii poświęconych polskim dekalogom średniowiecznym, twórczości bł. Władysława z Gielniowa, Bogurodzicy, polskim pieśniom średniowiecznym, a także pierwszej pełnej edycji krytycznej Żywota Pana Jezu Krysta Baltazara Opeca. Przez wiele lat współpracował ściśle z Wojciechem Ryszardem Rzepką, historykiem języka polskiego. Wynikiem ich współpracy, obok kilkunastu wspólnie napisanych artykułów, były książki Chrestomatia staropolska: teksty do roku 1543 oraz Cały świat nie pomieściłby ksiąg: staropolskie opowieści i przekazy apokryficzne (wspólnie z Marią Adamczyk). Jest także redaktorem serii Libri Librorum. Eximiorum Poloniae Librorum Bibliotheca oraz Libri Librorum. Bibliotheca Paleotyporum in Lingua Polonica Impressorum, a także współredaktorem serii Libri Precationum Illuminati Poloniae Veteris (wspólnie z Katarzyną Krzak-Weiss i Rafałem Wójcikiem).
We wrześniu 2004 roku odbył podróż do Niżnego Nowogrodu w poszukiwaniu Biblii Królowej Zofii. Zaginionego polskiego zabytku nie udało się odnaleźć, a cała peregrynacja i badawcze śledztwo zostały opisane w artykule Podróż do Niżnego Nowogrodu w tomie poświęconym pamięci Ewy Guderian-Czaplińskiej. 
W 2017 roku ukazał się tom jemu poświęcony - Co musi wiedzieć uczony edytor, nawet jeśli nie chce. 
Jesienią 2017 roku odnalazł w Bibliotece Uniwersyteckiej w Erlangen nieznane drukowane wydanie Rozmowy mistrza Polikarpa ze Śmiercią. 7 listopada 2018 roku wydał książkę „Śmierci z Mistrzem dwojakie gadania…”. Nieznany drukowany przekaz „Rozmowy mistrza Polikarpa ze Śmiercią” z 1542 r., która jest edycją krytyczną odnalezionego druku.

## Wypromowani doktorzy
Radosław Sztyber, Wojciech Dembołęcki. Przewagi elearów polskich (Poznań 1623). Cz. 1-3, 1999.
Katarzyna Krzak-Weiss, Polskie sygnety drukarskie od XV do połowy XVII wieku, 2002.
Rafał Wójcik, “Opusculum de arte memorativa” Jana Szklarka. Bernardyński traktat mnemotechniczny z 1504 roku, 2005.
Katarzyna Sokołowska, "Przez życie pobożne wszystkim był żywym przykładem...". O świeckim wzorcu świętości w Polsce XVII i XVIII wieku, 2006.
Piotr Molenda, Antoni Jaźwiński i jego następcy. Polskie metody mnemotechniczne w XIX w. i początkach XX w., 2009.
Michał Rzepka, Diariusz legationis JWJMości Pana Strażnika Wielkiego Koronnego odprawionej roku 1732. Edycja tekstu, 2018.

## Publikacje
Książki:
- Polskie dekalogi średniowieczne. Warszawa: Instytut Wydawniczy PAX, 1973 (Silva Medii et Recentioris Aevi, 2).
- Chrestomatia staropolska: teksty do roku 1543. Wybór i oprac. Wiesław Wydra i Wojciech Ryszard Rzepka. Wrocław: Zakład Narodowy im. Ossolińskich, wyd. 1984, 1995, 2004.
- Władysław z Gielniowa. Z dziejów średniowiecznej poezji polskiej. Poznań: Bestseller, 1992.
- Cały świat nie pomieściłby ksiąg: staropolskie opowieści i przekazy apokryficzne. Wyd. Wojciech Ryszard Rzepka i Wiesław Wydra, wstęp napisała Maria Adamczyk. Warszawa: Wydawnictwo Naukowe PWN, wyd. 1996, 2008.
- Dlaczego pod Grunwaldem śpiewano Bogurodzicę? Trzy rozdziały o najdawniejszych polskich pieśniach religijnych. Poznań: Wydawnictwo „Poznańskie Studia Polonistyczne” 2000.
- Katalog inkunabułów Biblioteki Uniwersyteckiej w Poznaniu. Poznań: Biblioteka Uniwersytecka, 2002.
- Polskie pieśni średniowieczne: studia o tekstach. Warszawa: Instytut Badań Literackich PAN, 2003.
- O najdawniejszej książce drukowanej w Poznaniu. Poznań: Biblioteka Uniwersytecka, 2003.
- A Gospel of Nicodemus preserved in Poland. Introd. by Zbigniew Izydorczyk and Wiesław Wydra. Turnhout: Brepols, 2007.
- Jana Żdżarowskiego, kanonika poznańskiego, diariusz z lat 1532–1551. Wyd. Rafał Wójcik i Wiesław Wydra. Poznań: Biblioteka Uniwersytecka, 2009 (seria Diariusze staropolskie, z. 1).
- Baltazar Opec. Żywot Pana Jezu Krysta. Wydali i wstępami opatrzyli Wiesław Wydra i Rafał Wójcik, wstęp ikonograficzny Katarzyna Krzak-Weiss. Poznań: Wydawnictwo Naukowe UAM, 2014.
- Męka Pana Jezusowa. Z szesnastowiecznego rękopisu Biblioteki Uniwersyteckiej w Warszawie. Wydali Marek Osiewicz, Wiesław Wydra, Rafał Wójcik. Poznań: Wydawnictwo Naukowe UAM, 2015.
- Modlitewnik Olbrachta Gasztołda kanclerza wielkiego litewskiego 1528 r. Faksymile. Wstęp Wiesław Wydra, red. Katarzyna Krzak-Weiss, Rafał Wójcik, Wiesław Wydra. Poznań: Wydawnictwo Poznańskie Studia Polonistyczne, 2015.
- Modlitewnik królowej Bony 1492 r. Faksymile. Wstęp Katarzyna Krzak-Weiss, red. Katarzyna Krzak-Weiss, Rafał Wójcik, Wiesław Wydra. Poznań: Wydawnictwo Poznańskie Studia Polonistyczne, 2016.
- Modlitewnik Zygmunta I Starego. 1524 r. Faksymile. Wstęp Rafał Wójcik, red. Katarzyna Krzak-Weiss, Rafał Wójcik, Wiesław Wydra. Poznań: Wydawnictwo Poznańskie Studia Polonistyczne, 2016.
- Modlitewnik królowej Bony 1528 r. Faksymile. Wstęp Rafał Wójcik, red. Katarzyna Krzak-Weiss, Rafał Wójcik, Wiesław Wydra. Poznań: Wydawnictwo Poznańskie Studia Polonistyczne, 2016.
- Modlitewnik Krzysztofa Szydłowieckiego kanclerza wielkiego koronnego 1524 r. Faksymile. Wstęp Wiesław Wydra, red. Katarzyna Krzak-Weiss, Rafał Wójcik, Wiesław Wydra. Poznań: Wydawnictwo Poznańskie Studia Polonistyczne, 2017.
- Modlitewnik rodziny Szydłowieckich. Ok. 1535 r. Faksymile. Wstęp Katarzyna Krzak-Weiss, red. Katarzyna Krzak-Weiss, Rafał Wójcik, Wiesław Wydra. Poznań: Wydawnictwo Poznańskie Studia Polonistyczne, 2017.
- Modlitewnik Pawła Dunin-Wolskiego. Faksymile. Wstępy Wiesław Wydra, Katarzyna Krzak-Weiss, red. Katarzyna Krzak-Weiss, Rafał Wójcik, Wiesław Wydra. Poznań: Wydawnictwo Poznańskie Studia Polonistyczne, 2018.
- „Śmierci z Mistrzem dwojakie gadania…” Nieznany drukowany przekaz „Rozmowy mistrza Polikarpa ze Śmiercią” z 1542 r. wydał Wiesław Wydra. Poznań: Wydawnictwo „Poznańskie Studia Polonistyczne” 2018.
- Kodeks Wawrzyńca z Łaska 1544. Faksymile, wstęp Wiesław Wydra. Poznań: Wydawnictwo Poznańskie Studia Polonistyczne, 2019. Series Apocryphorum Polonorum Selectorum, t. 1.
- Krzysztofa Pussmana "Historyja barzo cudna i ku wiedzieniu potrzebna o stworzeniu nieba i ziemie... Kraków 1551 i późniejsze edycje, wydali Marek Osiewicz, Wiesław Wydra, wstępami opatrzyli Jakub Łukaszewski, Marek Osiewicz, Wiesław Wydra. Poznań: Wydawnictwo Poznańskie Studia Polonistyczne, 2022. Series Apocryphorum Polonorum Selectorum, t. 6.
- Ewangelia Nikodema z kodeksu Wawrzyńca z Łaska (1544), wydali i wstępem opatrzyli Marek Osiewicz, Wiesław Wydra. Poznań: Wydawnictwo Poznańskie Studia Polonistyczne, 2023. Series Apocryphorum Polonorum Selectorum, t. 3.
- Joannes de Hildesheim, "O chwalebnych Trzech Krolech" z kodeksu Wawrzyńca z Łaska (1544), wydali i wstępem opatrzyli Marek Osiewicz, Wiesław Wydra. Poznań: Wydawnictwo Poznańskie Studia Polonistyczne, 2024. Series Apocryphorum Polonorum Selectorum, t. 4.

Artykuły (wybór):
- Glosa do dziejów staropolskiego popularnego dramatu religijnego. „Studia Polonistyczne” 6 (1979), s. 193–201.
- Bernardyńska sylwa poetycka. [W:] W kręgu dawnej poezji. Warszawa: Instytut Wydawniczy PAX, 1983 (Silva Medii et Recentioris Aevi, 8).
- Rafał Wójcik, Wiesław Wydra, Jakub Parkoszowic’s Polish Mnemonic Verse about Polish Orthography from the 15th Century. [In:] Culture of Memory in East Central Europe in the Late Middle Ages and the Early Modern Period. Conference proceedings Ciążeń, March 12th-14th, 2008, s. 119–127.
- Giedrius Subačius, Mariusz Leńczuk, Wiesław Wydra, The Earliest Known Lithuanian Glosses (1520–1530). „Archivum Lithuanicum” 12 (2010), s. 31–70.
- Kancjonał braci czeskich „Piesné Chwal Božskych”, w: 20/10. Spotkania z Arcydziełem w Bibliotece Raczyńskich, Poznań: Biblioteka Raczyńskich, 2018, s. 53-55.
- O Bibliotece Uniwersyteckiej, podróżach i odkryciach. Z prof. Wiesławem Wydrą, wybitnym znawcą rękopisów i starych druków, rozmawia Katarzyna Krzak-Weiss, „Kronika Miasta Poznania” nr 1/2023 (Książka I), s. 42-52.